# Processus mamillaris

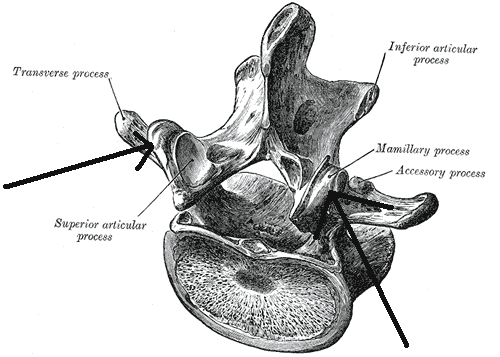
Egy tipikus ágyéki csigolya (a két nyíl jelöli a nyúlványokat)

Az emlőnyúlványnak vagy csecsnyúlványnak is nevezett processus mammillaris az ágyéki csigolya egy nyúlványa, mely a processus articularis superior vertebrae mögött helyezkedik el.